# Eirenaeus Philalethes
Eirenaeus Philalethes ('de vredelievende minnaar van de waarheid') was een 17e-eeuws alchemist en de auteur van een aantal invloedrijke werken. Deze werken werden gelezen door grootheden als Isaac Newton, John Locke en Gottfried Wilhelm Leibniz. Newtons aanzienlijk oeuvre over alchemie is schatplichtig aan deze Philalethes, hoewel hij zelf ook een aantal belangrijke wijzigingen doorvoerde.

## Identiteit
De ware identiteit achter de nom de plume 'Eireneaus Philalethes' is lange tijd onderwerp van debat geweest. Recent onderzoek heeft echter vastgesteld dat het zou gaan om George Starkey, een Amerikaans wetenschapper en alchemist die de werken van Philalethes zou hebben geschreven.
Starkey (1628 - 1665) werd geboren in Bermuda en opgeleid aan de Harvard-universiteit. Hij werd de eerste Engelstalige van de Nieuwe Wereld die ook in Europa op een groot lezerspubliek kon rekenen. Starkey vertrok naar Londen in 1650. Daar zette hij een laboratorium op en werd de informele scheikundeleraar van Robert Boyle, hoewel Boyle dit nooit openlijk erkende.

## Werk
Eerste drukken van zijn verhandelingen verschenen tussen 1654 en 1683:
- The Marrow of Alchemy, being an Experimental Treatise, Discovering the secret and most hidden Mystery of the Philosophers Elixer (Londen, 1654)
- Secrets Reveal'd: or An Open Entrance to the Shut-Palace of the King (Introitus apertus ad occlusum regis palatium) (Amsterdam, 1667, in Latin; London, 1669, in English)
- Three Tracts of the Great Medicine of Philosophers for Humane and Metalline Bodies (Amsterdam, 1668, in Latin; Londen, 1694)
  - The Art of the Transmutation of Metals
  - A short Manuduction to the Caelestial Ruby
  - The Fountain of Chymical Philosophy
- An Exposition upon Sir George Ripley's Epistle to King Edward IV (Londen 1677)
- An Exposition upon Sir George Ripley's Preface (Londen 1677)
- An Exposition upon the First Six Gates of Sir George Ripley's Compound of Alchymie (Londen 1677)
- Experiments for the Preparation of the Sophick Mercury; by Luna, and the Antimonial-Stellate-Regulus of Mars, for the Philosophers Stone (Londen 1677)
- A breviary of Alchemy, or a commentary upon Sir George Ripley's Recapitulation: Being A Paraphrastical Epitome of his Twelve Gates (Londen 1677)
- An Exposition upon Sir George Ripley's Vision (Londen 1677)
- Ripley Reviv'd, or an Exposition upon Sir George Ripley's Hermetico-Poetical Works (Londen 1678)
- Opus tripartitum (London&Amsterdam, 1678, in Latijn)
- Enarratio methodica trium Gebri medicinarum, in quibus contenitur Lapidis Philosophici vera confectio (Amsterdam, 1678, Latijn)
- The Secret of the Immortal Liquor called Alkahest (Londen, 1683, Engels en Latijn)